# .cx
.cxは、国別コードトップレベルドメイン(ccTLD)の一つで、オーストラリア領クリスマス島に割り当てられている。
現在はChristmas Island Domain Administration Limitedによって管理されている
このccTLDは、かつてPlanet Three Limitedという、イギリスとオーストラリアにオフィスのあった会社（現在は破産して活動していない）によって運営されていたが、Planet Three LimitedはCIIA（当時はDot CX Limitedという名称だった）に管理権を自発的に譲渡した。クリスマス島の地方政府は、この譲渡を支持したが、オーストラリア連邦政府はすぐには承認しなかった。その後オーストラリアは、CIIAを.cxの正式なマネージャとする覚書を公布し、譲渡を承認した。

## 日本との関わり
.cxドメインはクリスマス島以外の個人や法人も取得可能であるため、日本でも利用されている。コールサインが「JOCX-TV/DTV」であるフジテレビジョンでは映画「劇場版 ゲゲゲの鬼太郎 日本爆裂!!」の公式サイト等で.cxを使用していた。